# Wöhlsdorf (Auma-Weidatal)
Wöhlsdorf ist  ein Ortsteil der Landgemeinde Stadt Auma-Weidatal im Landkreis Greiz in Thüringen.

## Geografie
Wöhlsdorf liegt östlich der Stadt Auma an der Landesstraße 2332. Am Südrand des Ortes kreuzen die Kreisstraßen 306 und 308 diese Landesstraße. An der Nahtstelle des Südostthüringer Schiefergebirges und des Buntsandsteingebietes östlich Triptis befindet sich die Gemarkung des Dorfes in kupierten Gelände.

## Geschichte
Das Dorf wurde am 17. Mai 1392 urkundlich erstmals erwähnt. Ein spitzer, leicht geneigter Kirchturm ist das Wahrzeichen des Dorfes. Mitten im Dreieck Wiebelsdorf-Pfersdorf-Wöhlsdorf liegt die Tränksmühle von Wöhlsdorf im Tal der Auma. Nach 1945 war Hilmar Köber noch Müller. Er flüchtete dann in die BRD und der Mühlenbetrieb wurde eingestellt. Danach war ein Kindergarten in dem Mühlengebäude untergebracht und später nutzte es die LPG. Nach der Wende fanden Umsiedler aus Russland hier ihr neues Heim. 1992 erhielten die Erben des Alteigentümers die Mühle zurück und verkauften sie sofort in Privathand.